# Rattus tawitawiensis
Rattus tawitawiensis  (Musser & Heaney, 1985) è un roditore della famiglia dei Muridi endemico dell'isola di Tawi-Tawi, nelle Filippine.

## Descrizione

### Dimensioni
Roditore di medie dimensioni, con la lunghezza della testa e del corpo di 208 mm, la lunghezza della coda di 180 mm e la lunghezza del piede di 42 mm.

### Aspetto
La pelliccia è corta, fine e soffice. Le parti superiori sono marroni scure, mentre le parti inferiori sono grigio scure. Il dorso dei piedi e le orecchie sono marroni scure. La coda è più corta della testa e del corpo, uniformemente marrone scuro ed è rivestita da 8-10 anelli di scaglie per centimetro. Le femmine hanno un paio di mammelle post-ascellari, un paio addominale e due paia inguinali.

## Biologia

### Comportamento
È una specie terricola.

## Distribuzione e habitat
Questa specie è diffusa sull'isola di Tawi-Tawi, nelle Isole Sulu, Filippine.

## Conservazione
La IUCN Red List, considerato che l'areale è limitato, seriamente frammentato e il continuo declino del proprio habitat, classifica R.tawitawiensis come specie con dati insufficienti (DD).